# Lauwersoog
Lauwersoog (150 ab. ca.) è un villaggio portuale della costa nord-orientale dei Paesi Bassi, situato nella provincia di Groninga ed affacciato sul Waddenzee (Mare del Nord) e sul Lauwersmeer. Dal punto di vista amministrativo si tratta di una frazione appartenente dapprima alla municipalità di Ulrum e in seguito (dal 1989) al comune di Het Hogeland.
La località, sorta dopo il 1969 con lo sbarramento del Lauwerszee (trasformato in un lago, il Lauwersmeer) è un importante porto peschereccio, incluso tra i cinque "porti blu" dei Paesi Bassi, e rappresenta il punto di partenza per i traghetti diretti all'isola di Schiermonnikoog (Isole Frisone Occidentali).

## Origini del nome
Il toponimo Lauwersoog, composto dal nome di un fiume, il Lauwers, e dal suffisso -oog, è un'invenzione dell'ingegnere Syp Sytsma, che lavorava per le opere sullo Zuiderzee che ideò tale nome nel 1964.
Sytsma fu così vincitore di un concorso che metteva in palio 100 fiorini per chi avesse creato il nome per un isolotto artificiale sul Lauwerszee, che sarebbe poi diventato il villaggio attuale.
|  |

## Geografia fisica

### Collocazione
Lauwersoog si trova nell'estremità nord-occidentale della provincia di Groninga, al confine con la provincia della Frisia, a circa 12 km a nord/nord-ovest di Zoutkamp e a circa 25 km ad ovest di Pieterburen.

## Società

### Evoluzione demografica
Al censimento del 2012, Lauwersoog contava una popolazione pari a 145 abitanti.
Il 46% della popolazione è composto da persone di età superiore ai 65 anni. Soltanto il 7% della popolazione è invece di età inferiore ai 45 anni.

## Storia
Il villaggio iniziò a svilupparsi a partire dal 1962 con la creazione di un arsenale in loco da parte del Rijkswaterstaat.
Fu in seguito creato nel 1969, anno della sbarramento del Lauwerszee e anno in cui sorse il porto peschereccio.

## Luoghi d'interesse

### Il porto
Il porto di Lauwersoog può ospitare circa 150 imbarcazioni pescherecce.